# Erland Waldenström
Erland Waldenström, född 4 juni 1911 i Malmö Sankt Petri församling, död 11 december 1988, var en svensk civilingenjör och företagsledare.

## Utbildning
Waldenström studerade kemiteknik vid Kungl. Tekniska högskolan och tog civilingenjörsexamen 1933. 

## Karriär
Waldenström var överingenjör på SCA  1947–1949 och var industriell rådgivare åt FN:s ekonomiska Europakommité 1948. Han efterträdde 1950 sin far Martin Waldenström som verkställande direktör för Grängesbergsbolaget, en tjänst han innehade till 1970. Han var därefter bolagets styrelseordförande till 1977. Han var också VD för LKAB åren 1950–1957.
Under 1970-talet engagerade sig Waldenström för att hitta en kompromiss i löntagarfondsfrågan mellan näringslivet, socialdemokraterna och LO, bland annat genom förslag att istället införa vinstandelssystem. Waldenström var dock mer kompromissvillig än flera andra ledande näringslivsföreträdare och därtill var småföretagarna mycket skeptiska till tanken på en kompromiss. Waldenström kom därför från slutet av 1970-talet att bli marginaliserad i frågan.
Waldenström var styrelseordförande för Industriens utredningsinstitut (IUI) åren 1975–1985. Han utsågs av Handelshögskoleföreningen till ledamot i Handelshögskolan i Stockholms direktion, Handelshögskolan i Stockholms högsta verkställande organ, 1961–1976. Han var direktionens vice ordförande, 1974–1975.

## Utmärkelser
- Kommendör av första klassen av Vasaorden, 22 november 1965.[5]
- Kommendör med stora korset av Nordstjärneorden, 1 december 1973.[6]
- Ledamot av Ingenjörsvetenskapsakademien, invald 1948
- Hedersledamot av Kungliga Musikaliska Akademien 1986

## Familj
Erland Waldenström är gravsatt i minneslunden på Galärvarvskyrkogården i Stockholm. Han var son till Martin Waldenström och sonson till Paul Petter Waldenström.